# 腋鸚鯛
腋鸚鯛，為輻鰭魚綱鱸形目隆頭魚亞目鸚哥魚科的其中一種，分布於西南大西洋的巴西海域，棲息深度1-35公尺，體長可達37分，棲息在珊瑚礁、岩礁區、海藻床，以藻類為食。